# Ацетил-КоА

Ацетил-КоА

Ацети́л-КоА, Ацети́л-коферме́нт А (англ. Acetyl-CoA) — первинний метаболіт, важлива сполука в обміні речовин, що використовується у багатьох біохімічних реакціях. Є ацетильованою формою коферменту А, яка утворюється в результаті окисного декарбоксилування піровиноградної кислоти й при окисненні жирних кислот, відіграє важливу роль у циклі Кребса, а також бере участь у процесі синтезу жирних кислот, стеринів, ацетилхоліну тощо. В результаті одного повного циклу трикарбонових кислот (ЦТК) молекула ацетил-КоА «згоряє» до кінцевих продуктів СО2 та Н2О. 
Реакції, каталізовані ферментами, часто об'єднуються у послідовності, де продукт однієї стає субстратом для наступної, такі серії реакцій називаються метаболічними шляхами.
Інтенсивність катаболічних процесів і переважання тих або інших катаболічних процесів як джерела енергії в клітинах регулюється, в більшості багатоклітинних організмів за допомогою гормонів. Співвідношення катаболічних і анаболічних процесів в клітині знову-таки активно регулюється гормонами.

## Основні етапи катаболізму
- На першому етапі (в травному тракті) проходять гідролітичні реакції, що перетворюють складні харчові речовини на відносно невелике число простих метаболітів: полісахариди — на моносахариди, переважно гексози (глюкоза); білки — на амінокислоти; жири — гліцерин, жирні кислоти.
- На другому етапі прості метаболіти піддаються реакціям гідролізу з утворенням або піровиноградної кислоти, або ацетил-КоА з пірувату в результаті окислювального декарбоксилювання.
- На третьому: цикл трикарбонових кислот і дихальний ланцюг завершують гідроліз харчових речовин до кінцевих продуктів — СО2 і Н2О.